# Negru Vodă
Negru Vodă es una ciudad con estatus de oraș de Rumania en el distrito de Constanța.

## Toponimia
El nombre antiguo del lugar puede encontrarse escrito con variantes como Cara-Omer, Cara Omer y Caraomer. Más adelante pasó a llamarse Negru Vodă.

## Geografía
Se encuentra a una altitud de 151 m sobre el nivel del mar, a 252 km de la capital, Bucarest. El lugar está ubicado al oeste de la ciudad de Mangalia, en la región de Dobruja septentrional.

## Historia
Hacia comienzos del siglo XX la comuna de Cara-Omer, que ya por entonces pertenecía al condado de Constanța, tenía contabilizada una población de 3067 habitantes y estaba formada por las localidades de Cara-Omer, Ghiuvenli, Cauli-Cicur, Daulu-Chioi, Calfa-Chioi, Mamuzlî, Alibi-Chioi, Cerchez-Chioi,  Deru-Chioi y Docuzaci.
En la segunda mitad del siglo XX la antigua comuna se había convertido en un oraș formado por las localidades de Negru Vodă, Darabani, Grăniceru y Vâlcelele. En el censo de 2021 el oraș tenía una población de 4616 habitantes.

## Demografía
Según estimación 2012 contaba con una población de 5428 habitantes.
| 1948 | 1956 | 1966 | 1977 | 1992  | 2002  | 2012  |
| s/d  | s/d  | s/d  | s/d  | 5 458 | 5 552 | 5 428 |